# Schweizer Rallyemeisterschaft
Die Schweizer Rallyemeisterschaft wird seit 1975 ausgetragen. Davor gab es während einiger Jahre einen Pokal, der allerdings keinen Meisterschaftsstatus besass.

## Allgemein
Rallye ist eine Motorsport-Disziplin, die auf normalen Strassen, Feld- oder Waldwegen ausgetragen wird. Im Gegensatz zu Rundstreckenrennen, bei denen «im Kreis» gefahren wird, führt eine Rallye von einem Ausgangspunkt A zu einem Zielort B. Gestartet wird in einem zeitlich festgelegten Abstand, sodass sich die einzelnen Teilnehmer auf der Strecke nicht in die Quere kommen. Gefahren wird gegen die Stoppuhr. Es gewinnt, wer am Ende die gesamte Distanz am schnellsten zurückgelegt hat. Wie Bergrennen und Slaloms sind auch Rallyes in der Schweiz nicht vom Rundstreckenverbot, das von 1957 bis 2022 gegolten hat, betroffen.

## Rallyes in der Schweiz
Die bekannteste Rallye der Schweiz ist die Rallye International du Valais. Die erste Ausgabe dieser Traditions-Veranstaltung wurde 1960 ausgetragen, trug damals noch den Namen «Rallye des Vins» und wurde im Rahmen des Comptoir de Martigny veranstaltet. 1985 bekam die Rallye ihren heutigen Namen «Rallye International du Valais». Traditionell bildet die «Valais» den Saisonschlusspunkt der Schweizer Meisterschaft. In der Vergangenheit hat der Lauf auch schon zur Intercontinental Rally Challenge (IRC) gehört. Die Rallye International du Valais ist mit annähernd 250 gewerteten Kilometern die längste Rallye im Kalender.
Neben der Rallye du Valais haben vor allem Rallyes im Tessin eine lange Tradition. Schon Anfang der 1960er-Jahre gab es die «Rally di Lugano». Diese zählte bis 1988 zum Schweizer Meisterschafts-Kalender. Widerstand der Behörden und Bevölkerung führten dazu, dass die Rallye für fast zehn Jahre nicht mehr ausgetragen wurde. 1997 lebte die «Lugano» als «Rally ASAT» (für Associazione Sport Auto Ticino) mit Sonderprüfungen von mehr als 100 Kilometern wieder auf. Heute hat die Rally Ronde del Ticino nur noch den Status einer Rallye Typ 4 (siehe unten).
Zu den weiteren bekannten Rallyes in der Schweiz zählen auch das «Critérium Jurassien» (seit 1978 Bestandteil der Schweizer Meisterschaft) sowie die «Rallye du Chablais», die aus der «Rallye des Alpes Vaudoises» hervorgegangen ist und seit 2004 unter ihrem jetzigen Namen ausgetragen wird. Zu den weiteren Rallyes, die in der Schweiz bereits veranstaltet wurden, zählen auch: die Rallye Court (oder Court Franche Comté), das Critérium Neuchâtelois, die Rallye St-Cergue, die Rallye Uri (bzw. Gotthard), die Rallye Thun sowie die Ronde d’Ajoie (bzw. Ronde Jurassienne).
2020 wurde wegen der Corona-Pandemie keine Meisterschaft ausgetragen. 2021 bestand die Schweizer Rallye-Meisterschaft aus fünf Läufen. 

## Reglement
Die Schweizer Rallye-Meisterschaft sieht eine Gliederung nach drei Rallye-Typen vor. Die Rallyes vom Typ 1 sind nachstehender Reglementierung unterstellt: Gesamtdistanz unlimitiert; höchstens drei Etappen. Gesamtdistanz der SP: mehr als 140 km. Es gibt keine minimal oder maximal Länge für eine SP. Nach einer Dauer von 12 bis 14 Stunden ist eine Pause von eineinhalb bis zwei Stunden obligatorisch.
Rallyes Typ 2: Die Rallyes des Typs 2 sind der für die Rallyes des Typs 1 anwendbaren Grundreglementierung unterstellt unter Vorbehalt der folgenden Anordnungen: Gesamtdistanz gleich oder mehr als 200 km; höchstens drei Etappen. Gesamtdistanz der SP: von 80 bis 139 km. Maximale Länge der SP limitiert auf 30 km (+10 %). Nach einer Dauer von 12 bis 14 Stunden ist eine Pause von eineinhalb bis zwei Stunden obligatorisch.
Rallyes Typ 3: Die Rallyes des Typs 3 sind der für die Rallyes des Typs 2 anwendbaren Grundreglementierung unterstellt unter Vorbehalt der folgenden Anordnungen: Max. 24 Stunden zwischen dem ersten Start des ersten Fahrzeugs und dem letzten Ziel des ersten Fahrzeugs. Gesamtdistanz gleich oder mehr als zweimal die SP Distanz. Gesamtdistanz der SP: von 51 bis790 km; mindestens vier SP, wovon zwei verschiedene. Keine Anwendung der Regel «SuperRally» für Rallyes des Typs 3.
Für das Schlussklassement der Schweizer Rallye Meisterschaft wird die maximale Anzahl der zu berücksichtigenden Veranstaltungen folgendermassen festgelegt: Bei bis sechs effektiv organisierten Veranstaltungen gibt es ein Streichresultat. Bei sieben und mehr effektiv organisierten Veranstaltungen sind zwei Streichresultate vorgesehen. Werden nur fünf Rallyes ausgetragen, gibt es kein Streichresultat.
Sind weniger als zwölf Schweizer Teilnehmer zum Rallye gestartet, werden die Punkte in der Gesamtwertung der SRM halbiert. Sind weniger als fünf Teilnehmer pro Klasse gestartet, wird in der Klassenwertung nur die halbe Punktzahl verteilt.
Im ersten Jahr der Schweizer Rallye-Meisterschaft gab es für die Beifahrer auch SM-Punkte. Das führte dazu, dass Pierre Schaer (bei den meisten Rallyes Beifahrer von Meister Jean-Marie Carron) Zweiter in der Meisterschaft wurde.
Teilnahmeberechtigt an der Schweizer Rallye-Meisterschaft sind alle Fahrzeuge, die den Vorschriften des Anhang «J» der FIA und den Bestimmungen der NSK (Nationale Sport Kommission) sowie denjenigen von ASS (Auto Sport Schweiz) entsprechen.
Seit 2012 gibt es im Rahmen der Schweizer Rallye-Meisterschaft eine separat geführte Juniorenwertung.

## Meister

### Meister seit 1975
| Jahr | Fahrer/Beifahrer                             | Fahrzeug                               |
| ---- | -------------------------------------------- | -------------------------------------- |
| 2024 | Michaël Burri/Gaëtan Aubry                   | Skoda Fabia Rally2 evo                 |
| 2023 | Jonathan Hirschi/Sarah Lattion               | Skoda Fabia Rally2 evo                 |
| 2022 | Jonathan Hirschi/Michaël Volluz              | VW Polo GTI Rally2                     |
| 2021 | Mike Coppens/Christophe Roux                 | Skoda Fabia R5                         |
| 2020 | -                                            | -                                      |
| 2019 | Ivan Ballinari/Giusva Pagani                 | Skoda Fabia R5                         |
| 2018 | Ivan Ballinari/Paolo Pianca                  | Skoda Fabia R5                         |
| 2017 | Sébastien Carron/Lucien Revaz                | Ford Fiesta R5                         |
| 2016 | Sébastien Carron/Lucien Revaz                | Ford Fiesta R5                         |
| 2015 | Grégoire Hotz/Pietro Ravasi                  | Peugeot 207 S2000                      |
| 2014 | Sébastien Carron/Lucien Revaz                | Peugeot 207 S2000                      |
| 2013 | Grégoire Hotz/Pietro Ravasi                  | Peugeot 207 S2000                      |
| 2012 | Nicolas Althaus/Alain Ioset                  | Peugeot 207 S2000                      |
| 2011 | Laurent Reuche/Jean Deriaz                   | Peugeot 207 S2000                      |
| 2010 | Grégoire Hotz/Pietro Ravasi                  | Peugeot 207 S2000                      |
| 2009 | Florian Gonon/Sanra Arlettaz                 | Subaru Impreza STi                     |
| 2008 | Grégoire Hotz/Pietro Ravasi                  | Peugeot 207 S2000                      |
| 2007 | Grégoire Hotz/Pietro Ravasi                  | Renault Clio S1600                     |
| 2006 | Hervé Taverney/Yvan Taverney                 | Renault Clio RS                        |
| 2005 | Olivier Gillet/Frédéric Helfer               | Renault Clio S1600                     |
| 2004 | Patrick Heintz/Roland Scherrer               | Subaru Impreza WRX STi                 |
| 2003 | Christian Jacquillard/Christiane Jacquillard | Toyota Corolla WRC                     |
| 2002 | Christian Jacquillard/Christiane Jacquillard | Toyota Corolla WRC                     |
| 2001 | Grégoire Hotz/Etienne Calame                 | Citroën Saxo KitCar                    |
| 2000 | Grégoire Hotz/Etienne Calame                 | Renault Maxi Mégane                    |
| 1999 | Grégoire Hotz/Etienne Calame                 | Renault Maxi Mégane                    |
| 1998 | Cyril Henny/Aurore Brand                     | Peugeot 306 Maxi                       |
| 1997 | Cyril Henny/Aurore Brand                     | Peugeot 306 16S                        |
| 1996 | Georges Darbellay/Sandra Schmidly            | Opel Astra GSi                         |
| 1995 | Olivier Burri/Christophe Hofmann             | Ford Escort RS Cosworth                |
| 1994 | Christian Jacquillard/Christiane Jacquillard | Ford Escort RS Cosworth                |
| 1993 | Olivier Burri/Christophe Hofmann             | Ford Sierra Cosworth 4×4               |
| 1992 | Olivier Burri/Christophe Hofmann             | Toyota Celica 4WD Turbo                |
| 1991 | Olivier Burri/Christophe Hofmann             | Ford Sierra Cosworth/Toyota Celica 4WD |
| 1990 | Philippe Camandona/Pierre Périat             | Ford Sierra Cosworth                   |
| 1989 | Christian Jacquillard/Christiane Jacquillard | Ford Sierra Cosworth                   |
| 1988 | Christian Jacquillard/Christiane Jacquillard | Ford Sierra Cosworth                   |
| 1987 | Eric Ferreux/Serge Audemars                  | Renault 11 Turbo                       |
| 1986 | Jean-Pierre Balmer/Denis Indermühle          | Lancia Rally 037                       |
| 1985 | Eric Ferreux/Serge Audemars                  | Renault 5 Turbo                        |
| 1984 | Eric Ferreux/Serge Audemars                  | Renault 5 Turbo                        |
| 1983 | Eric Ferreux/Serge Audemars                  | Porsche 911 SC                         |
| 1982 | Jean-Pierre Balmer/Fabio Cavalli             | Opel Ascona 400                        |
| 1981 | Jean-Marie Carron/Ugo Rattazzi               | Porsche 911                            |
| 1980 | Jean-Pierre Balmer/Willy Freiburghaus        | Porsche Carrera                        |
| 1979 | Claude Haldi/Bernard Sandoz                  | Porsche Turbo                          |
| 1978 | Philippe Carron/Daniel Siggen                | Fiat 131 Abarth                        |
| 1977 | Eric Chapuis/Edy Bernasconi                  | Porsche Carrera                        |
| 1976 | André Savary/Jean-Robert Corthay             | Porsche Carrera                        |
| 1975 | Jean-Marie Carron/Pierre Schaer              | Porsche Carrera                        |

### Junioren-Meister seit 2012
| Jahr | Fahrer/Beifahrer                                | Fahrzeug                |
| ---- | ----------------------------------------------- | ----------------------- |
| 2024 | Gauthier Hotz/Romain Gauch                      | Peugeot 208 Rally4      |
| 2023 | Jérémy Michellod/Grégory Maître                 | Citroën C2 R2           |
| 2022 | Guillaume Girolamo/Benjamin Bétrisey            | Renault Clio RSR Rally5 |
| 2021 | Jérémie Toedtli/Julie Faure                     | Renault Clio RSR Rally5 |
| 2020 | -                                               | -                       |
| 2019 | Jonathan Michellod/Stéphane Fellay              | Peugeot 208 R2          |
| 2018 | Thomas Schmid/Quentin Marchand & Cornel Frigoli | Peugeot 208 R2          |
| 2017 | Nicolas Lathion/Gaëtan Lathion                  | Peugeot 208 R2          |
| 2016 | Aurélien Devanthéry/Michael Volluz              | Peugeot 208 R2          |
| 2015 | Cédric Althaus/Jessica Bayard                   | Peugeot 208 R2          |
| 2014 | Simon Rossel/Thibaud Rossel                     | Renault Twingo R1       |
| 2013 | Kim Daldini/Giorgia Gaspari                     | Renault Twingo R1       |
| 2012 | Thomas Joris/Stéphane Fellay                    | Renault Twingo R1       |